# Prefekt (Księstwo Warszawskie)
Prefekt w Księstwie Warszawskim był władzą stojącą na czele departamentu. Podlegał służbowo Ministrowi Spraw Wewnętrznych, zobowiązany był jednak do wykonywania poleceń także innych ministrów. Decyzje podejmował jednoosobowo, z wyjątkiem sporów administracyjnych, podlegających kompetencji Rady Prefekturalnej. Jego pomocnikiem w sprawach policyjnych był odrębny komisarz, podporządkowany Ministrowi Policji. Podlegał mu również Intendent Dóbr i Lasów Narodowych, gdyż sprawy zarządu majątkiem narodowym podlegały wówczas resortowi spraw wewnętrznych. Sprawował również nadzór nad administracją skarbową w departamencie, merytorycznie podległą Ministrowi Przychodów i Skarbu (Dyrekcją Skarbu). Nie były mu natomiast podległe sądownictwo i wojsko.
Bezpośrednio podporządkowana była prefektowi administracja powiatowa, na czele której stali podprefekci. 
Prefektami w Księstwie Warszawskim mianowano przedstawicieli ziemiaństwa lub arystokracji.